# (73671) 1984 BH6
1984 بي إتش 6 (ويعرف أيضًا باسم (73671) 1984 بي إتش 6 وفق تسمية الكوكب الصغير) (بالإنجليزية: 1984 BH6)‏ هو كويكب ضمن حزام الكويكبات؛ وترتيبه 73671 من حيث الاكتشاف.
اكتُشف هذا الجُرم الفلكي بواسطة Edward L. G. Bowell ‏ في 26 يناير 1984.

## وصلات خارجية
- (73671) 1984 BH6 في قاعدة بيانات مختبر الدفع النفاث لأجرام النظام الشمسي الصغيرة

- الاكتشاف · مخطط المدار ·  العناصر المدارية · المعلمات المادية

- (73671) 1984 BH6 على موقع ويكي سكاي: DSS2, SDSS, GALEX, IRAS, Hydrogen α, X-Ray, Astrophoto, Sky Map, Articles and images